# Освобождение Праги (фильм)
- О военной операции по освобождению Праги см. Пражская операция.

«Освобождение Праги» (чеш. Osvobození Prahy) — чехословацкий фильм 1976 года режиссёра Отакара Вавры, третий и заключительный фильм его трилогии, составляющий вместе с фильмами «Дни предательства» и «Соколово» эпическую реконструкцию событий истории Чехословакии от принятия Мюнхенского соглашения до освобождения в 1945 году Красной армией. За создание фильма режиссер и сценарист удостоены Государственной премии им. К. Готвальда (1977).

## Сюжет
Фильм рассказывает о трагическом и героическом моменте в мае 1945 года, когда советские воины успели спасти город Прагу от неминуемого уничтожения фашистами.

Уже само название фильма — «Освобождение Праги» — говорит о содержании картины. Ее авторы возвращаются к победным дням 1945 года, когда весенняя Прага с ликованием встречала советских солдат. Воссоздать события той исторической весны помогли документальные кадры, снятые молодым режиссером О. Ваврой в мае 1945-го.

## В ролях
- Владимир Шмерал — Вацлав Вацек
- Ота Скленчка — Альберт Працак
- Франтишек Вицена — Чапек
- Йозеф Ветровец — Хруби
- Йозеф Сомр — Гроспик
- Ярослав Розсивал — Хорак
- Ярослава Тиха — Тиха
- Иржи Крампол — Карел
- Рената Долежелова — Анка Кадлекова
- Яндак, Витезслав — Станислав Горак
- Сергей Полежаев — маршал Конев
- Дмитрий Франько — генерал Рыбалко
- Пётр Вельяминов — генерал Лелюшенко
- Владислав Стржельчик — генерал Антонов
- Михаил Погоржельский — генерал Петров
- Ладислав Худик — генерал Свобода
- Гуннар Мёллер — Адольф Гитлер
- Фред Александер — Геббельс
- Герт Ханьш — гроссадмирал Дёниц
- Хорст Пройскер — генерал СС Пюклер
- Гюнтер Науман — генерал-фельдмаршал Шёрнер
- Вильгельм Кох-Хооге — генерал Рудольф Туссен
- Гринько, Николай Григорьевич — генерал Бредли
- Иржи Голы — генерал Карел Кутлвашр
- Богумил Пасторек — Клемент Готвальд
- Иозеф Лангмиллер — Зденек Фирлингер
- Альфред Штруве — фон Мацмер
- Гарри Кустер — Фунх
- Йозеф Кучар — Рихард Бинерт
- Бронислав Крижан — Лако
- Катерина Мачакова — Андула
- Мария Вашова — Франя Земинова
- Гюнтер Дрешер — начальник тюрьмы
- Надя Конвалинкова — казнённая девушка
- Татьяна Медвецка — казнённая девушка
- Владимир Брабец — радиоведущий
- Юрий Саранцев — начальник аэропорта
- Юрий Назаров — майор-танкист Крюков
- Геннадий Корольков — лейтенант Гончаренко
- Валерий Носик — сержант Скловский

Фильм дублирован на русский язык, режиссёр дубляжа — Иосиф Гиндин.

## Критика
В фильме режиссёр обратился к методу документальной реконструкции событий освобождения Праги, в фильм включены запечатлённые на плёнку документальные кадры освобождение Праги советскими войсками, в том числе кадры самого режиссёра фильма Оттакара Вавры, снятые им в мае 1945-го. Отмечается, что фильм «органично заключает историческую кинотрилогию» режиссёра, при этом Вавра сюжетно повторил свой же фильм 1948 года — события фильма напоминают фабулу его же фильма «Немая баррикада», «но рассказ о них ведется тем же языком эпической хроники, с которым мы встречаемся в двух предыдущих частях трилогии», и тем самым режиссёр смог через 30 лет перевоплотить свой замысел более масштабными средствами.

Фильм «Освобождение Праги», как и вся трилогия, очень близок к советской киноэпопее «Освобождение». Мастерское совмещение в нём документальных и игровых кадров дополняет познавательное значение фильма глубоким эмоциональным воздействием на зрителя. Высоко оценивая историческую и художественную ценность фильма, газета «Руде право» пишет о нем как о «величественном памятнике всем тем. кто сражался и отдал свою жизнь за свободу чехословацкого народа». Газета подчеркивает огромное значение фильма для молодежи, которая получила возможность не просто узнать, но и понять и прочувствовать один из самых трагических и самых героических отрезков истории своей страны.— Иностранная литература, № 1, январь 1978

Известный чехословацкий режиссер О. Вавра поставил трилогию «Дни предательства», «Соколово» и «Освобождение Праги», внесшую свой значительный вклад в развитие антифашистской темы и представляющую принципиальное явление в истории национального искусства.— киновед Н. М. Суменов